# Improvisation générative
Pour les articles homonymes, voir improvisation.
L' improvisation générative correspond à une pratique d'improvisation musicale non idiomatique réactive s'affranchissant de système de référence comme celui utilisé en jazz. Le terme est apparu au Conservatoire national supérieur de musique et de danse de Paris en 1992 pour permettre aux étudiants une pratique transversale imaginée par Alain Savouret, compositeur et ancien membre du Groupe de Recherches Musicales dans les années 1990,.

« Par le terme improvisation générative, on désigne une forme d’improvisation libre, basée sur des principes d’écoute et d’invention musicale instantanée. Elle n’obéit pas à un style ou un idiome musical, toutefois les questions de mémoire individuelle et collective sont présentes et les liens avec les musiques traditionnelles, le jazz et la musique contemporaine sont nombreux. »

— Présentation de la classe d'improvisation générative au CNSMDP
D'autres conservatoires comme celui d'Angoulême proposent également des ateliers d'improvisation générative.

« Ceci dit, « générative », pour Alain, c’est l’idée de « l’entendre génère le faire », et puis ça lui a été aussi inspiré par le mot generative arts en anglais, qui désignait les performances de dripping sur des tableaux avec le… »

— Alexandros Markeas